# NGC 4867
NGC 4867 (również PGC 44568) – galaktyka eliptyczna (E3), znajdująca się w gwiazdozbiorze Warkocza Bereniki. Odkrył ją Heinrich Louis d’Arrest 10 maja 1863 roku.